# شاطئ مداغ
شاطئ مداغ تسمية تطلق على شاطئين بالقرب من وهران. ويعتبران أيضا فاصلا جغرافيا بين ولاية وهران وولاية عين تموشنت. يشتهر بمناظره الطبيعية والغابية المبهرة والجميلة. وهو ما يشهد توافد الكثير من الزوار والسياح للشاطئ في فصل الصيف.تحيطه الجبال من الجهتين ،رماله ذهبية تتميز بالنظافة أما مياهه تتميز بالصفاء الأخاد فلا تنزل لمياهه حتى تشاهد قاع الأرض.وكل من يشاهده ويسبح فيه يظن أنه يسبح في مياه الكاريبي وهاواي.

## السياحة في مداغ
يرتقب إنجاز قرية سياحية بالمنطقة لاستثمار جمال المنطقة.
وتعول ولاية وهران على هذا الشاطئ لإستغلاله في السياحة ولذلك فقد انطلقت مديرية السياحة في بناء مشروع سياحي ضخم متمثل في منتجع كبير ستنجزه شركة إيطالية وتدوم مدة الإنجاز فيه 6 سنوات تقريبا ويفسر طول مدة الإنجاز هو حرص الولاية على عدم المساس بمناخ وبيئة هذه المنطقة التي يعول عليها كثيرا لتصبح قطب سياحي هام على مستوى البحر الأبيض المتوسط.

## معرض صور

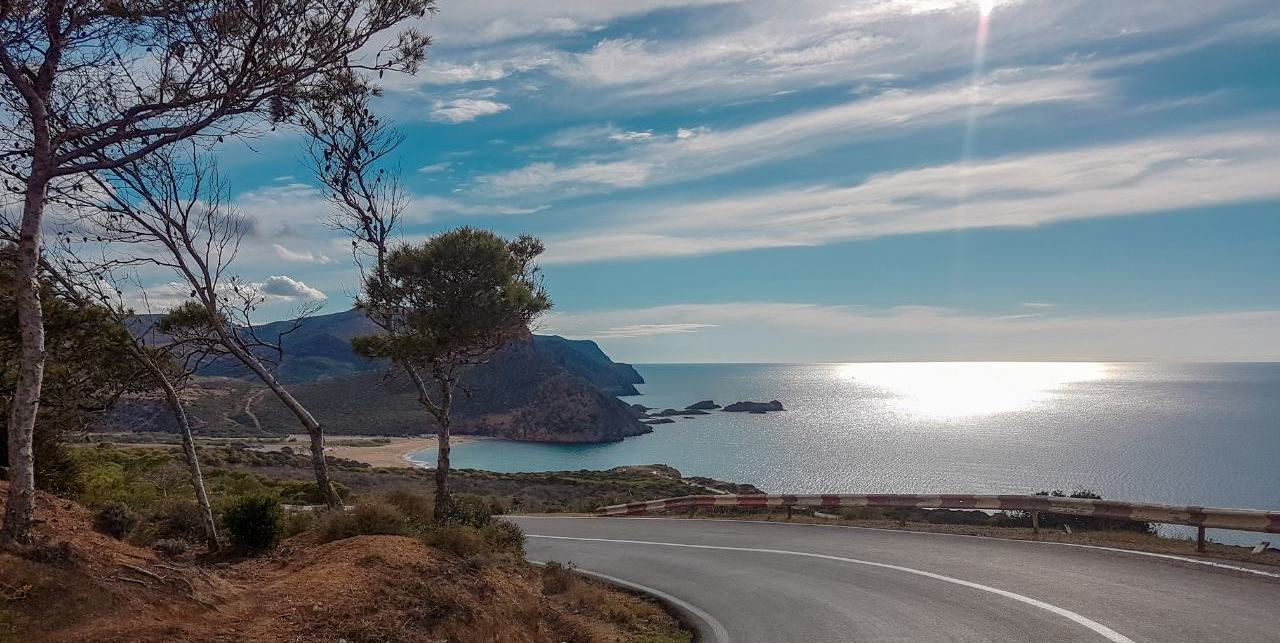
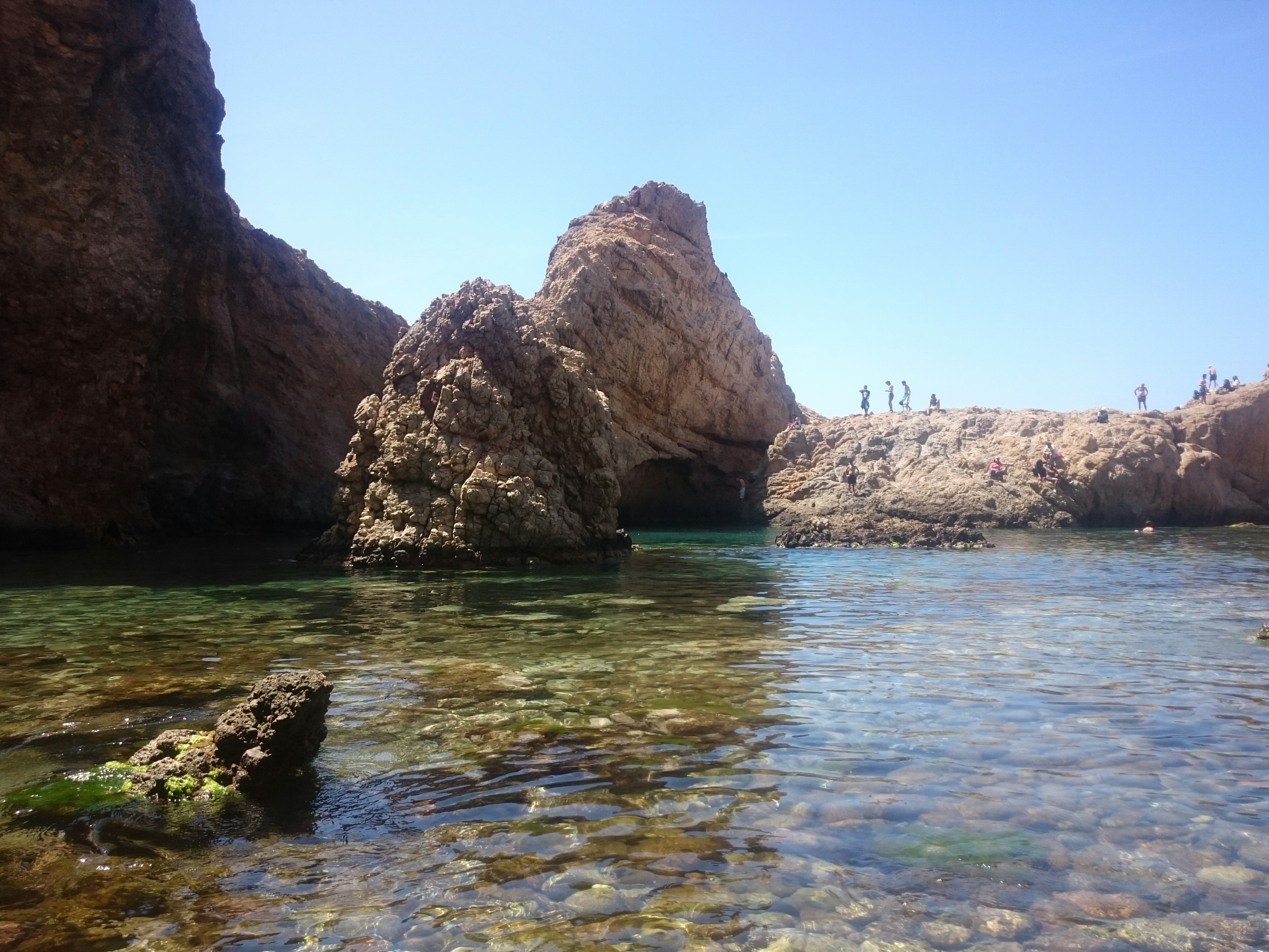
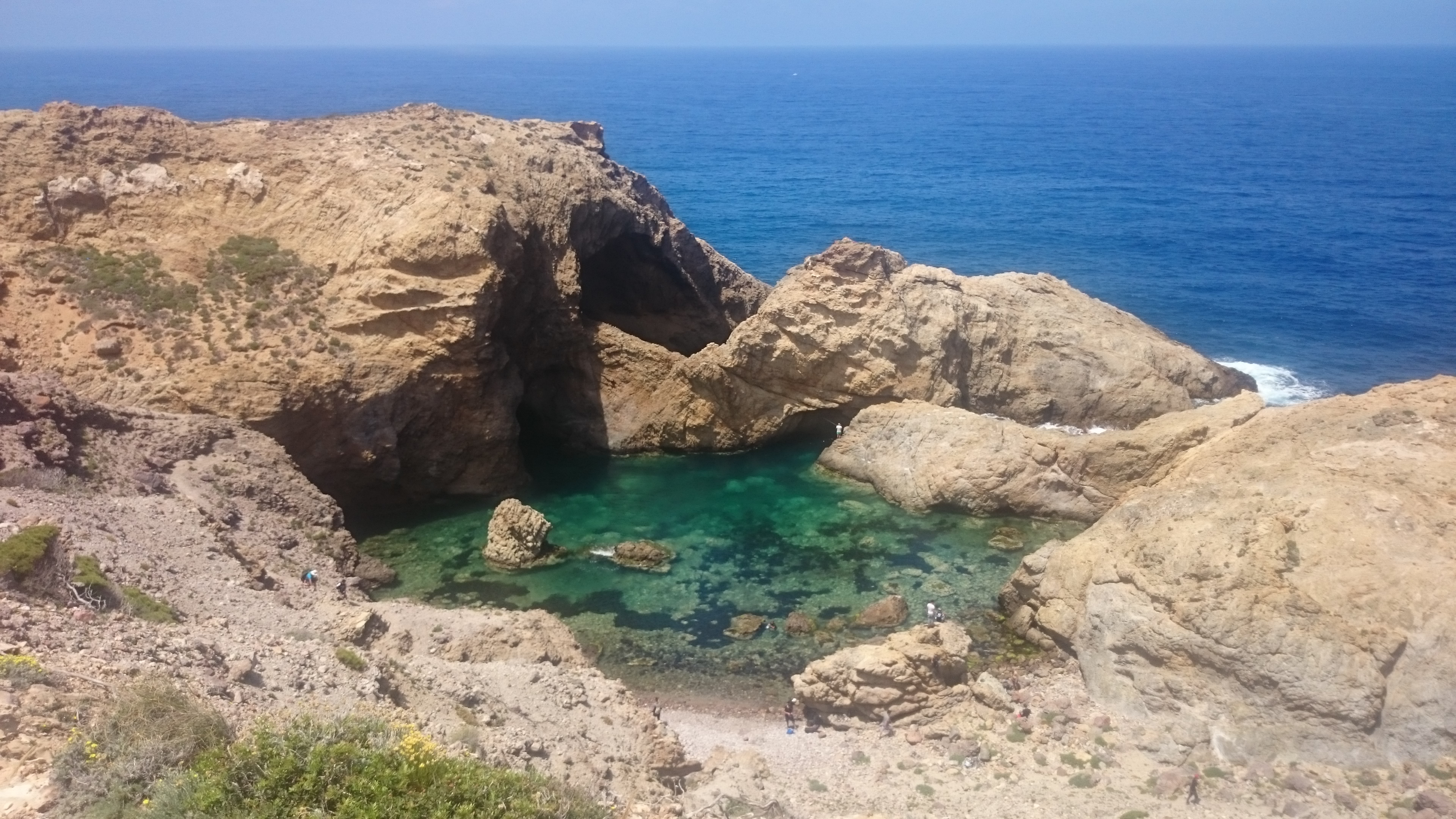
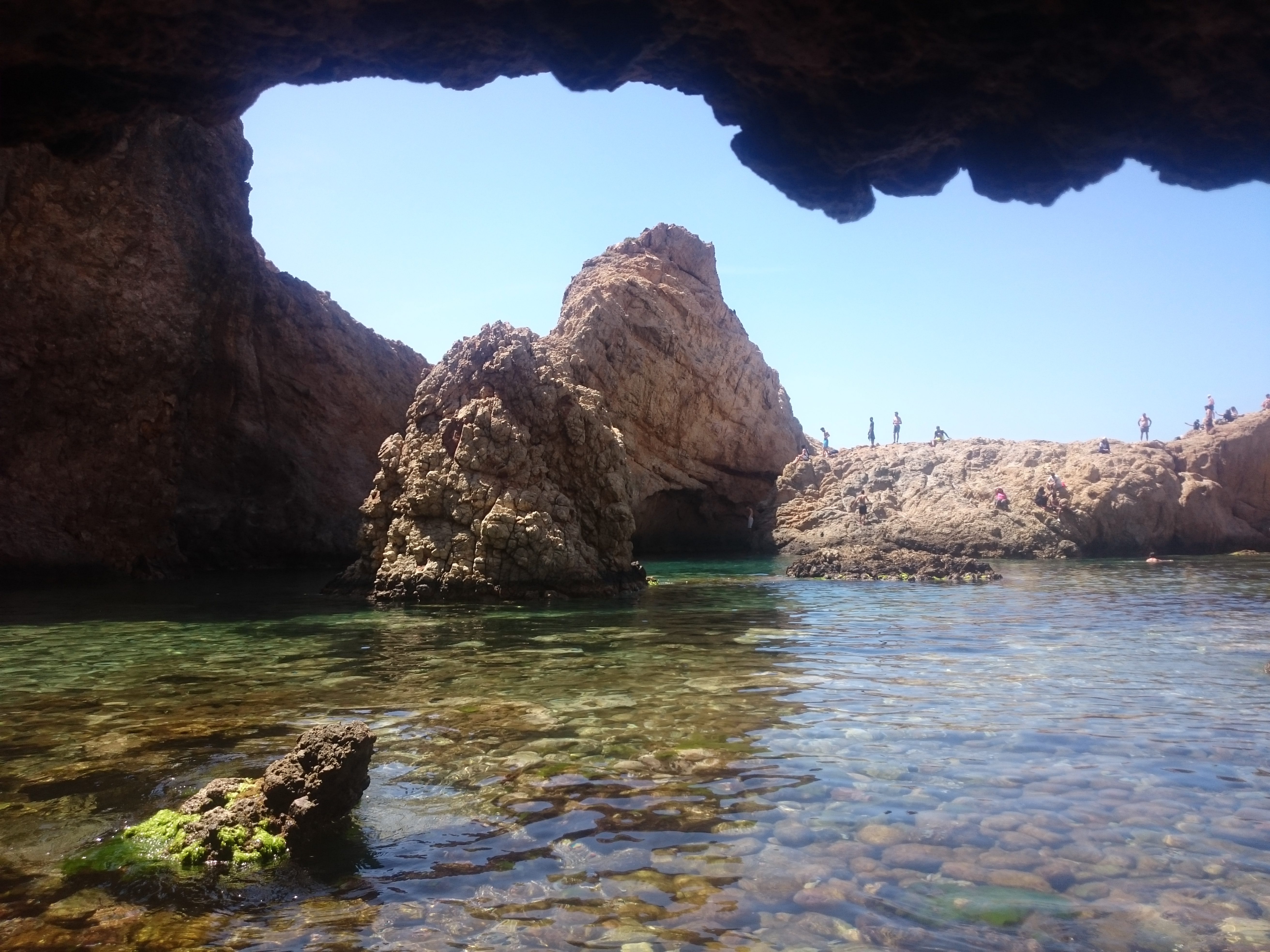
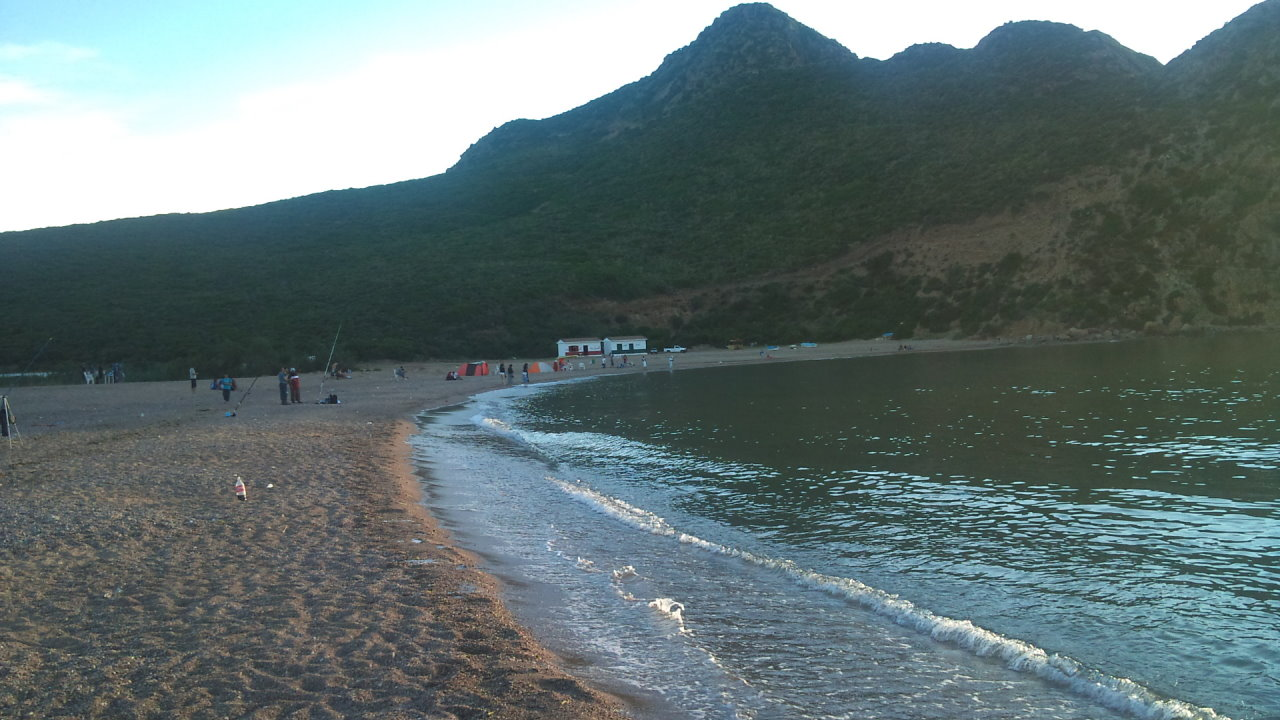
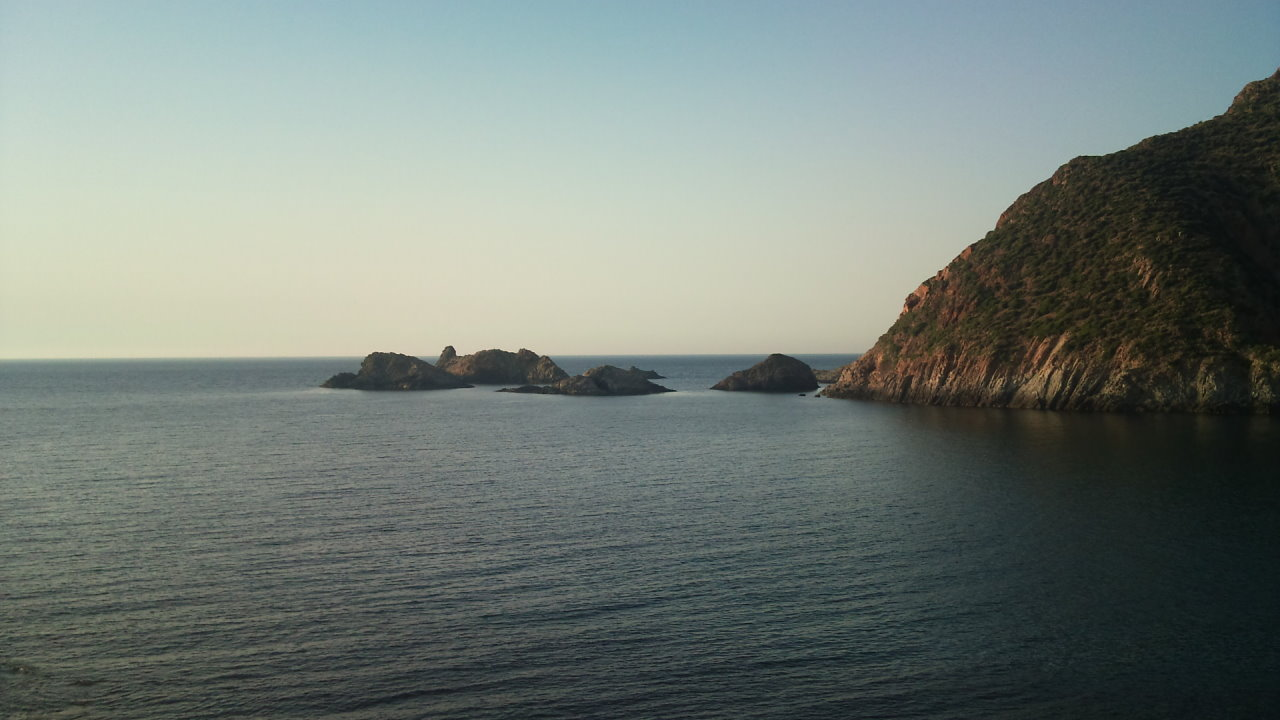
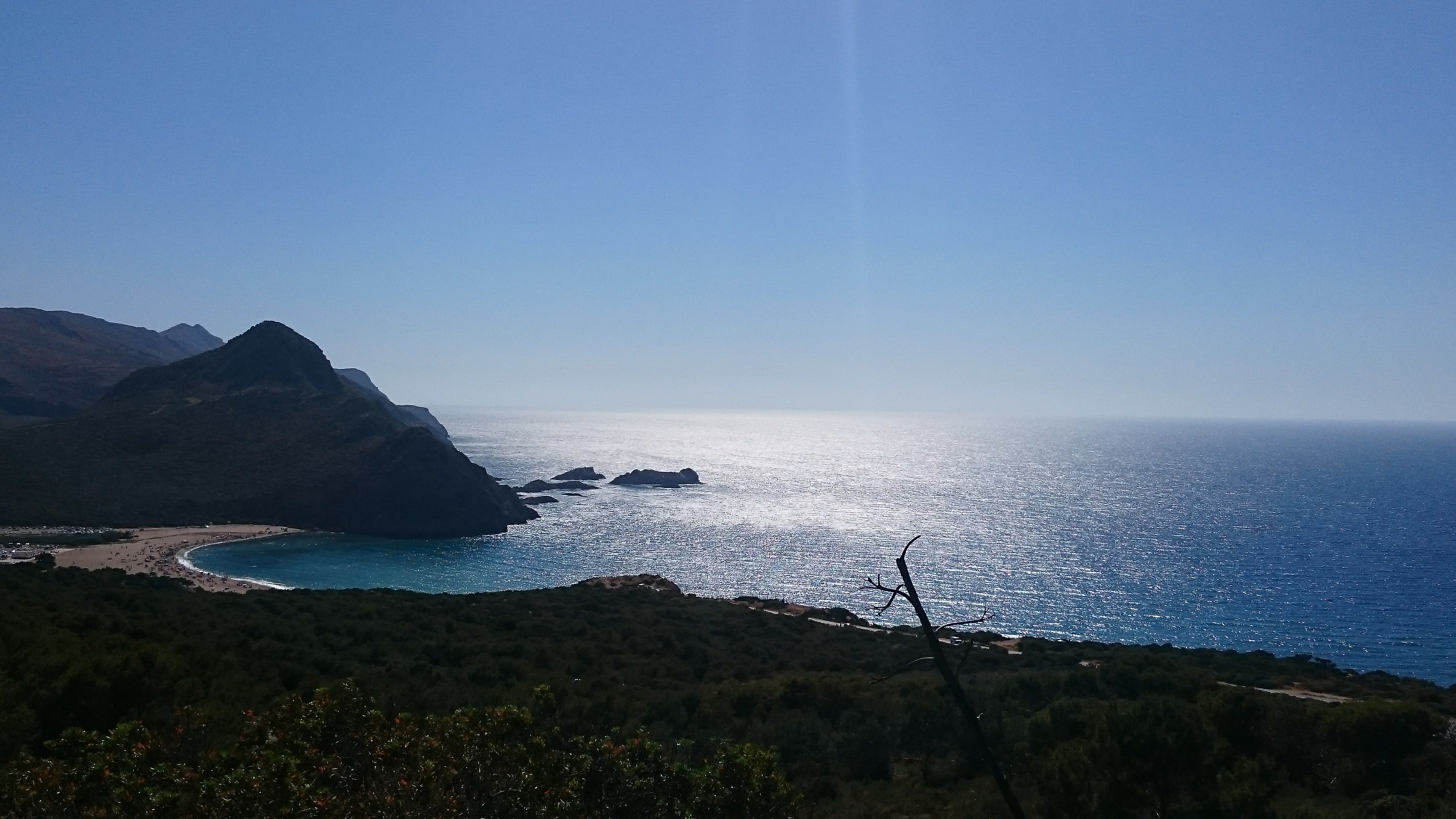
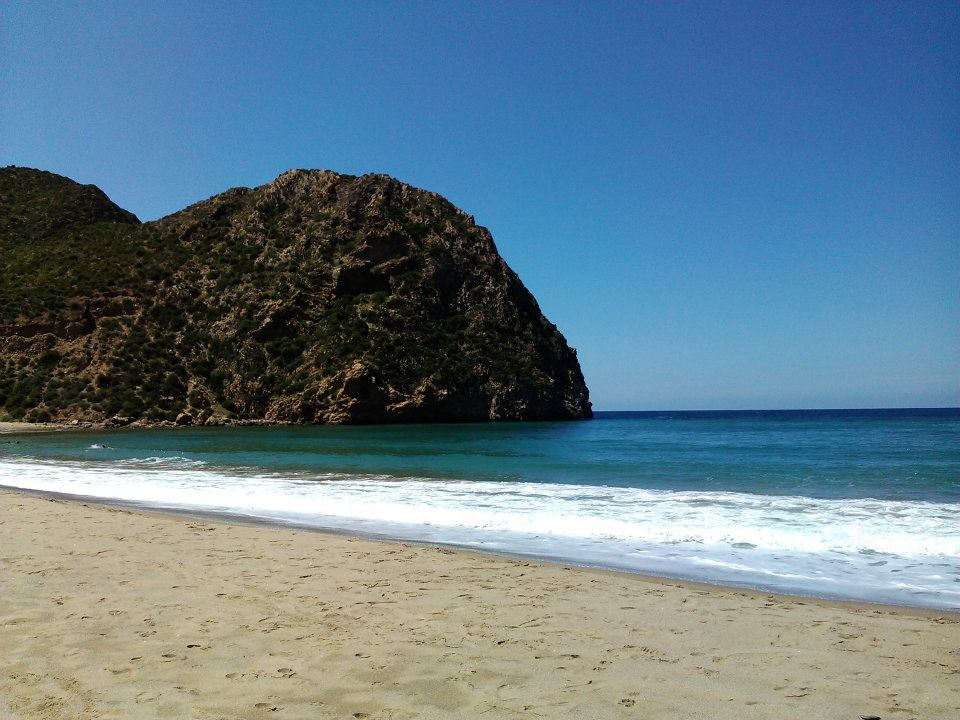
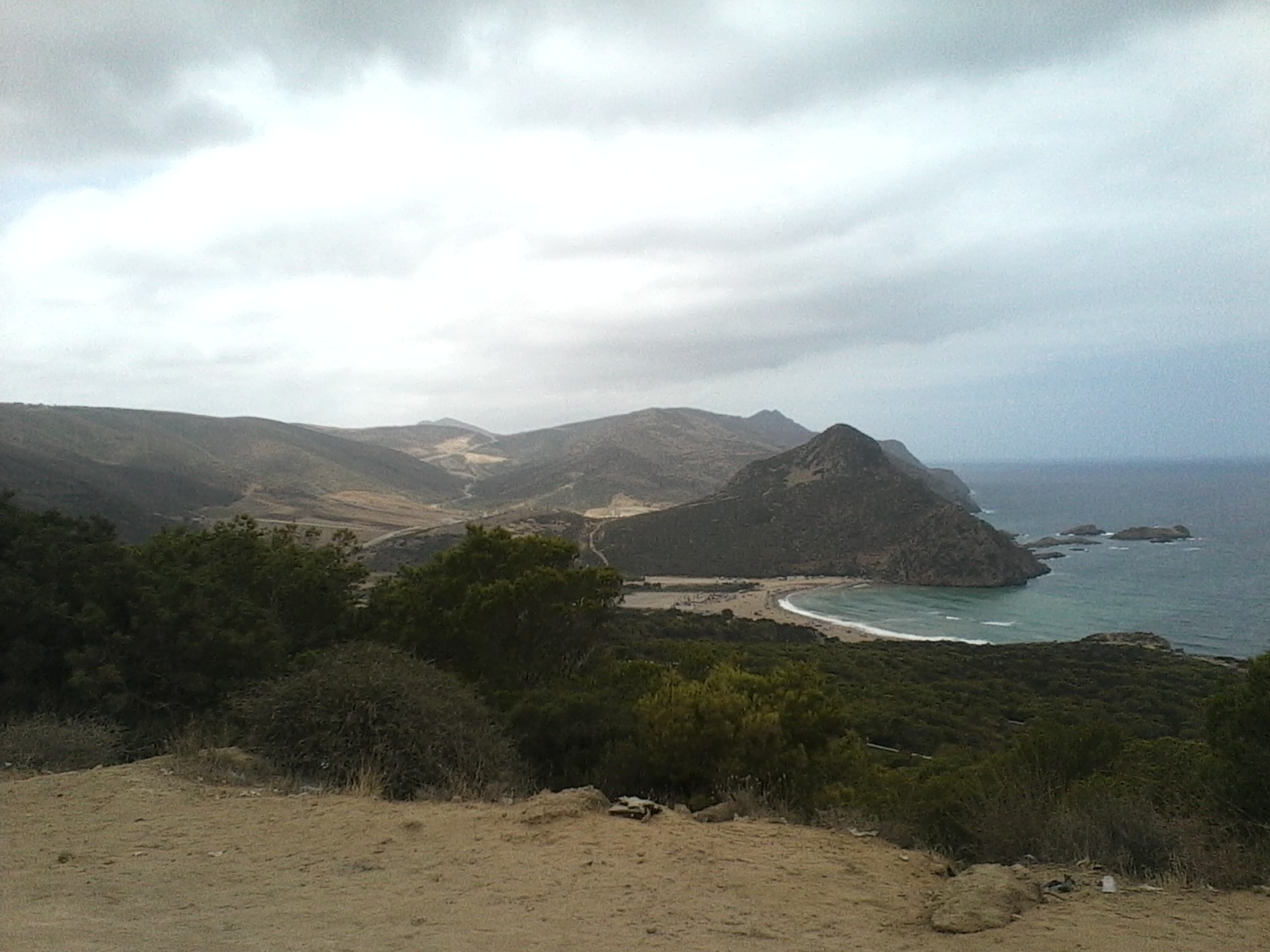
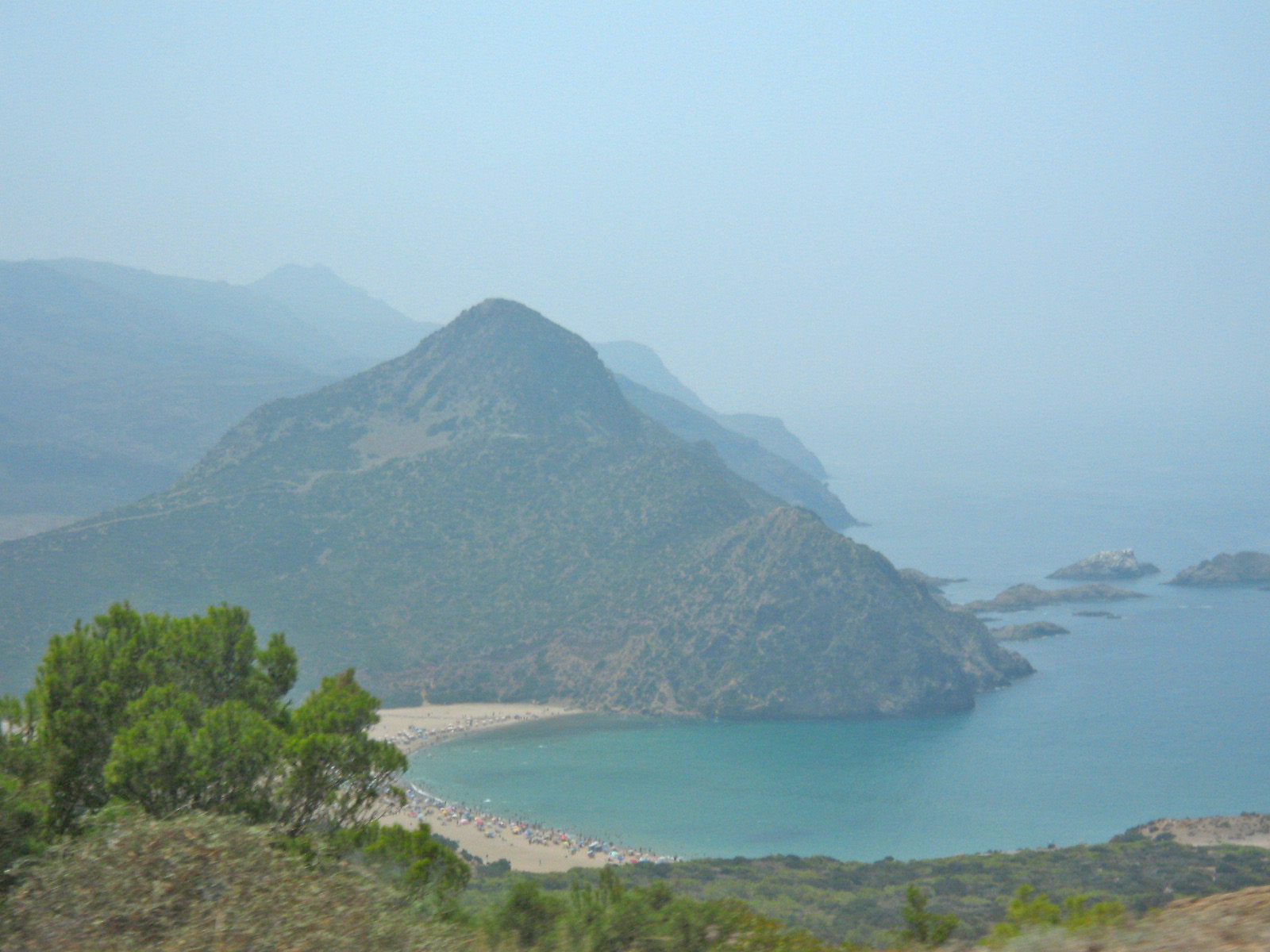

## مقالات ذات صلة
- وهران
- ولاية وهران

## وصلات خارجية
- Les îles Habibas.